# Wasyl Biłas
Wasyl Biłas (ukr. Василь Білас, ur. 17 września 1911 w Truskawcu, zm. 24 grudnia 1932 we Lwowie) – ukraiński nacjonalista, zamachowiec.
Pracował jako sprzedawca. Członek Ukraińskiej Organizacji Wojskowej oraz Organizacji Ukraińskich Nacjonalistów, był uczestnikiem zamachu na Tadeusza Hołówkę.
Został skazany na karę śmierci za uczestnictwo w tym zamachu oraz akcje ekspropriacyjne na urząd pocztowy oraz urząd skarbowy w Gródku Jagiellońskim, razem ze swoim wujem Dmytrem Danyłyszynem. Wyrok wykonano.